# Чали махала (Козлукьойско)
Чали махала (на гръцки: Αγριόβατος, Агриоватос, до 1928 година Τσαλ Μαχαλέ, Цал махале) е бивше село в Република Гърция, разположено на територията на дем Бук (Паранести), област Източна Македония и Тракия.

## География
Селото е било разположено близо до Козлукьой (Платания).

## История
В края на XIX век Чали махала е турско село в Драмската кааза на Османската империя. След Междусъюзническата война селото попада в Гърция и тъй като не се споменава в преброяването от 1913 година, вероятно се е разпаднало по време на Балканските войни. След Първата световна война е обновено с настаняването на няколко гръцки бежански семейства. През 1928 година името на селото е сменено на Агриоватос. Поради лошите условия за живот бежанците напускат селото и то е заличено.